# Nehmten
Nehmten är en kommun i Kreis Plön i förbundslandet Schleswig-Holstein i Tyskland.
Kommunen ingår i kommunalförbundet Amt Großer Plöner See tillsammans med ytterligare åtta kommuner.